# تأخر فرهنگی

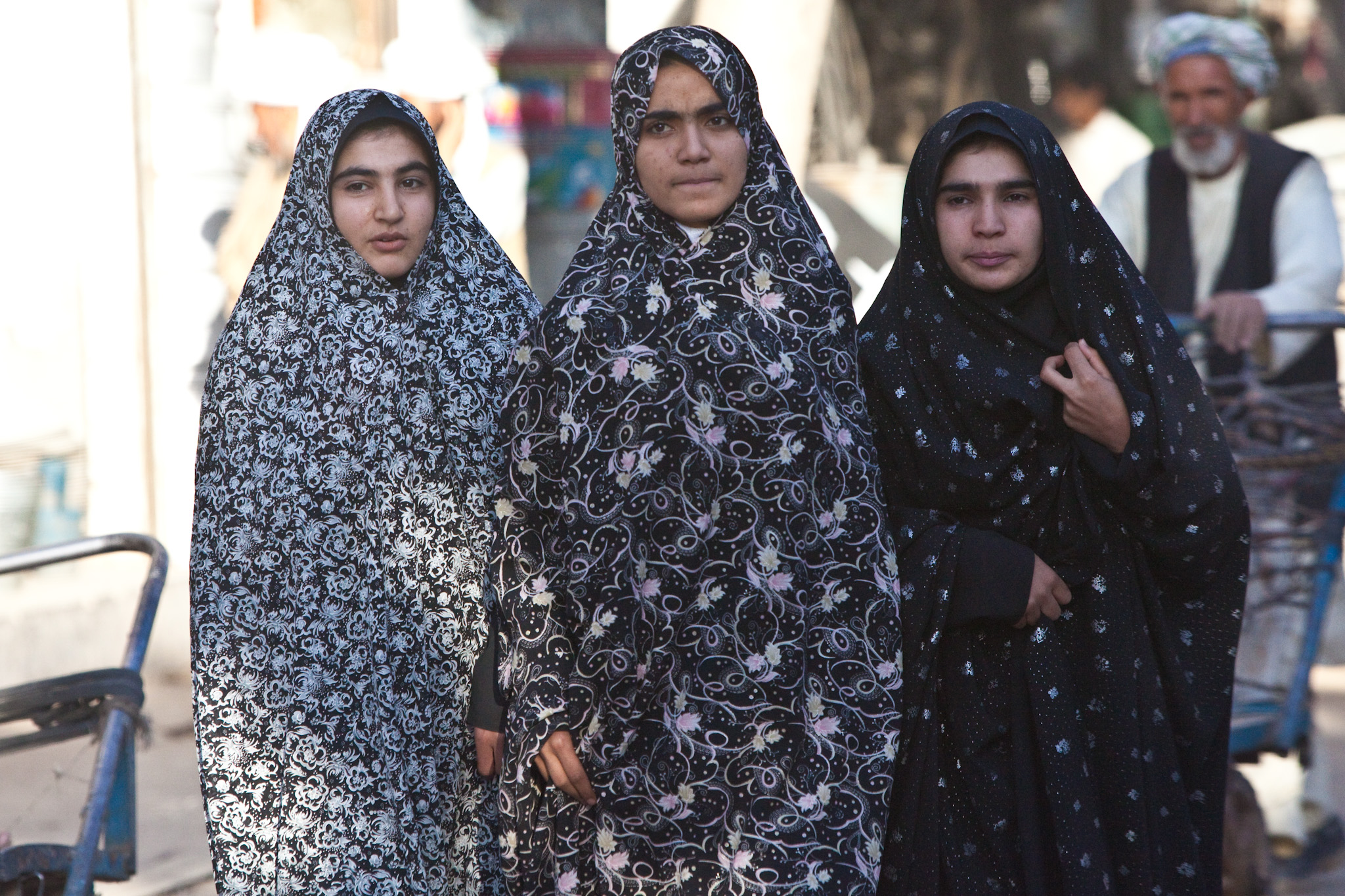
زنان در هرات - تأخر فرهنگی جامعه افغانستان دربرخود با آزادی پوشش، دچار عقب ماندگی شده است.

تاخر فرهنگی (به انگلیسی: Cultural lag) (یا عقب‌ماندگی فرهنگی، واپس ماندگی فرهنگی یا دیرکرد فرهنگی) پدیده‌ای جامعه‌شناسی است و به پدیده‌هایی در جامعه گفته می‌شود که عناصر مادی و معنوی یک فرهنگ همزمان وارد جامعه نشده باشند.
معمولاً در این موارد عناصر مادی زودتر از عناصر معنوی وارد جامعه می‌شود.
منظور از عناصر مادی در واقع امکانات ملموس قابل دسترسی و منظور از عناصر فرهنگی شرایط استفاده صحیح از این امکانات است.
ویلیام آگ برن در مورد واماندگی فرهنگی بیان کرده است که ویژگی های مادی بیشتر مورد پذیرش قرار می‌گیرند تا عوامل غیر مادی.
در یک مثال می‌توان استفاده از گوشی را بیان کرد که در برخی جوامع در حال توسعه، سخت افزار گوشی مورد پذیرش قرار گرفته(لمسی بودن و بروز بودن آن) اما فرهنگ استفاده از آن دیر تر پذیرفته شده است‌.